# Duizendhoek

Regelmatige duizendhoek

Een duizendhoek is een meetkundige figuur, een veelhoek met 1000 hoeken en 1000 zijden. Een regelmatige duizendhoek is een regelmatige veelhoek met {\displaystyle n=1000}. De hoeken van een regelmatige duizendhoek zijn:
{\displaystyle \alpha ={\frac {(n-2)}{n}}\cdot 180^{\circ }={\frac {998}{1000}}\cdot 180^{\circ }\approx 179{,}64^{\circ }}
De oppervlakte {\displaystyle A} voor een regelmatige duizendhoek wordt gegeven door de volgende formule, met {\displaystyle a} de lengte van een zijde:
{\displaystyle A=250\ a^{2}\ \mathrm {ctg} \ {\frac {\pi }{1000}}\simeq 79577,2\ a^{2}}
De afbeelding van een regelmatige duizendhoek is op het beeldscherm van een computer niet van een cirkel te onderscheiden.

## Descartes
René Descartes gebruikte de duizendhoek in zijn filosofische overwegingen. Hij neemt de duizendhoek als voorbeeld in zijn zesde meditatie om aan te tonen dat er een verschil tussen intelligentie en verbeeldingskracht is. Zijn overweging is dat bij het zich inbeelden van een duizendhoek het geproduceerde beeld niet zo duidelijk is als dat wat zich voordoet bij het inbeelden van een driehoek. Het is ook niet anders dan een tienduizendhoek, maar hij begrijpt wel wat een duizendhoek is, net zoals hij begrijpt wat een driehoek is. Daarom moet de verbeelding volgens Descartes op een of andere manier anders zijn dan de geest.